# Notación portátil de partida
Notación portátil de juego (Del original en inglés: Portable Game Notation (.PGN)) es un formato de computadora para grabar partidas de ajedrez, tanto los movimientos como la información relacionada; la mayoría de los programas de ajedrez para computadora reconocen este formato que es muy popular como consecuencia de su fácil uso.
En lo sucesivo se hará referencia a este formato por sus siglas en inglés PGN.
El formato PGN está estructurado para una fácil lectura y escritura por usuarios humanos y para fácil análisis y generación por programas informáticos. Las jugadas están dadas en notación algebraica de ajedrez. Por lo general la extensión asignada a los archivos con este formato es ".pgn".
Existen dos subformatos dentro de la especificación del PGN, el formato de importación y el de exportación. El formato de importación describe información que ha sido preparada a mano y es intencionalmente flexible; un programa que pueda leer datos de un formato PGN debe ser capaz de manejar este formato flexible. El formato de exportación es en cambio estricto, describe la información generada bajo el control de un programa informático, algo así como una bonita impresión de un programa fuente compilado por una computadora. El formato de exportación generado por distintos programas debe ser exactamente equivalente byte por byte.
El código informático del formato PGN empieza con un conjunto de pares de etiquetas (el nombre de la etiqueta y su valor), seguido de las jugadas (los movimientos del ajedrez con comentarios opcionales).

## Pares de etiquetas
Cada par de etiquetas comienza con un "[", seguido del nombre de la etiqueta, el valor de la etiqueta encerrado en comillas dobles ("), y un "]" para cerrar. 
Para almacenar la información en el formato PGN es necesario dar siete etiquetas, llamadas "STR" (del inglés Seven Tag Roster) que significa "lista de siete etiquetas". En el formato de exportación, las etiquetas STR deben aparecer antes que cualquier otro par de etiquetas. El orden es el siguiente: 
(Los nombres de las etiquetas son en idioma inglés, agregamos entre paréntesis la traducción pero tome en cuenta que esto no es parte del formato).
1. Event (Evento): el nombre del torneo o de la competencia.
2. Site (lugar): el lugar donde el evento se llevó a cabo. Esto debe ser en formato "Ciudad, Región PAÍS", donde PAÍS es el código del mismo en tres letras de acuerdo a l código del Comité Olímpico Internacional. Cómo ejemplo: "México, D.F. MEX".
3. Date (fecha): la fecha de inicio de la partida en formato AAAA.MM.DD. Cuando se desconocen los valores se utilizan "??".
4. Round (ronda): La ronda original de la partida.
5. White (blancas): El jugador de las piezas blancas, en formato "apellido, nombre".
6. Black (negras): El jugador de las negras en el mismo formato.
7. Result (resultado): El resultado del juego. Sólo puede tener cuatro posibles valores: "1-0" (las blancas ganaron), "0-1" (Las negras ganaron), "1/2-1/2" (Tablas), o "*" (para otro, ejemplos: el juego está actualmente en disputa o un jugador falleció durante la partida).

Muchos otros pares de etiquetas son definidos por los estándares. Entre los que están: 
- Time (tiempo): La hora en que el juego empezó en formato "HH:MM:SS" de tiempo local.
- Termination (fin): Da más detalles del fin del juego. Puede ser "abandono", "adjudicación" (resultado determinado por adjudicación de una tercera parte), "muerte", "emergencia", "normal", "infracción a las reglas", "tiempo acabado" o "no finalizado".
- FEN: La posición inicial del juego en notación de Forsyth-Edwards (del inglés Forsyth-Edwards Notation). Esta se utiliza para registrar juegos parciales, que empiezan en alguna posición determinada. También es necesaria para variantes del ajedrez como en el Ajedrez aleatorio de Fischer, donde la posición inicial no es siempre la del ajedrez convencional. Si se utiliza una etiqueta FEN entonces debe colocarse un par de etiquetas adicional llamado "SetUp" (inicialización) con un valor de "1".

## Texto de las jugadas

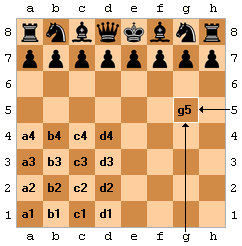
Notación en un tablero de ajedrez.

El texto de las jugadas describe los movimientos realizados en el juego. Esto debe incluir indicadores del número de la jugada (un número seguido de cero o más puntos) y notación estándar algebraica (NEA).
El texto de las jugadas en NEA describe los movimientos realizados. En la mayoría de los casos, esto es simplemente la letra descriptiva de la pieza en inglés, una "x" si existe una captura, y el nombre algebraico de dos caracteres del escaque final a donde la pieza se desplazó. Las abreviaturas de las piezas en inglés son:
- K = (king) Rey
- Q = (queen) Dama
- R = (rook) Torre
- B = (bishop) Alfil
- N = (knight) Caballo
- P = (pawn) Peón

En NEA al peón se le da una abreviación vacía, pero en otros contextos su abreviación es "P". El nombre algebraico de cada escaque es el usual de la notación algebraica.
En algunos casos lo anterior puede ser ambiguo; si es así, el nombre algebraico de la pieza, su número de fila, o el escaque exacto es colocado después del nombre de la pieza que se mueve (en este orden de preferencia). De esta forma, "Nge2" se refiere a un caballo que está en g y se mueve a e2.
El enroque corto en NEA se indica con "O-O" y el largo con "O-O-O" (nótese que estas son letras o mayúsculas y no números ceros). Una promoción de un peón se denota añadiendo un signo "=" seguido del nombre algebraico de la pieza a la que el peón se promueve. Si el movimiento genera un jaque, se añade el signo "+"; si el movimiento implica un jaque mate se añade el signo de numeral "#".
Si el resultado del juego es cualquier otra cosa distinta a "*", el resultado se repite al final del texto de las jugadas.

## Comentarios
Los comentarios deben ser añadidos ya sea con un ";" (un comentario de una sola línea) o con un "{", que continuará hasta que aparece un "}". Los comentarios no se mezclan.

## Ejemplo
A continuación tenemos un ejemplo de una partida celebérrima, "La inmortal", en formato PGN:
```
[Event "Informal Game"]
[Site "London, England ENG"]
[Date "1851.07.??"]
[Round "-"]
[White "Anderssen, Adolf"]
[Black "Kieseritzky, Lionel"]
[Result "1-0"]

1.e4 e5 2.f4 exf4 3.Bc4 Qh4+ 4.Kf1 b5 5.Bxb5 Nf6 6.Nf3 Qh6 7.d3 Nh5 8.Nh4 Qg5
9.Nf5 c6 10.g4 Nf6 11.Rg1 cxb5 12.h4 Qg6 13.h5 Qg5 14.Qf3 Ng8 15.Bxf4 Qf6
16.Nc3 Bc5 17.Nd5 Qxb2 18.Bd6 Bxg1 19.e5 Qxa1+ 20.Ke2 Na6 21.Nxg7+ Kd8
22.Qf6+ Nxf6 23.Be7# 1-0

```

## Sobre las variantes de ajedrez
Las variantes de ajedrez pueden también ser grabadas utilizando PGN. Estas son comúnmente anotadas con una etiqueta llamada "Variant" (variante) en donde se da como valor el nombre de las reglas. Sea cuidadoso de no utilizar el término "Variation" (Variación)* que significa el nombre de una variación de una apertura. Nótese que muchos programas de ajedrez soportan al menos algunas variantes del ajedrez.